# Svetlana Chodčenkova
Svetlana Viktorovna Chodčenkova (in russo Светла́на Ви́кторовна Хо́дченкова?, tr. en. Svetlana Khodchenkova; Mosca, 21 gennaio 1983) è un'attrice e modella russa.

## Carriera
Diviene nota con il ruolo in Bless the Woman di Stanislav Govoruchin per cui riceve nel 2004 una nomination al premio Nika. Nel 2008 ha vinto il premio di miglior attrice al festival polacco del cinema per il suo ruolo in Mała Moskwa di Waldemar Krzystek. È inoltre conosciuta per aver interpretato il ruolo della villain Viper nel film Wolverine - L'immortale.

## Filmografia parziale

### Cinema
- Blagoslovite ženščinu (Благословите женщину), regia di Stanislav Govoruchin (2003)
- Ne khlebom edinym (Не хлебом единым), regia di Stanislav Govoruchin (2005)
- Četyre taksista i sobaka 2 (Четыре таксистa и собака 2), regia di Fedor Popov (2006)
- Nulevoj kilometr (Нулевой километр), regia di Pavel Sanaev (2007)
- Realnyy papa (Реальный папа), regia di Sergej Bobrov (2008)
- Mala Moskwa (Малая Москва), regia di Waldemar Krzystek (2008)
- Love in the Big City (2009)
- Love in the Big City 2 (2010)
- La talpa (Tinker Tailor Soldier Spy), regia di Tomas Alfredson (2011)
- 2013 Wolverine - L'immortale (Wolverine), viper regia di James Mangold
- Love in the Big City 3 (2013)
- Metro (2013)
- Adventurers (2014)
- Love does not love (2014)
- Blog Mom frist grader (2014)
- Lady of Csejte, regia di Andrej Konst (2014)
- Warrior (2015)
- Classmates (2016)
- Viking (2016)
- Na ostrie (2020)

### Televisione
- Karusel - serie TV (2005)
- Rieltor - serie TV (2005)
- Moya Prechistenka - serie TV (2006)
- Poslednyaya reproduktsiya - miniserie TV, 4 episodi (2008)
- Shalnoy angel - serie TV (2009)

## Doppiatrici italiane
Nella versione in italiano dei suoi film, Svetlana Viktorovna Chodčenkova è stata doppiata da:
- Myriam Catania in La talpa, Wolverine - L'immortale